# Atopodentatus unicus
Atopodentatus unicus (лат.) — вид морских пресмыкающихся из надотряда завроптеригий, единственный в роду Atopodentatus. Обитали в морях во времена среднего триаса (247,2—242,0 млн лет назад). Atopodentatus unicus — единственная морская рептилия (наряду с современной морской игуаной), которая питалась растительностью. Вид открыт и описан в 2014 году на основе двух скелетов, найденных в провинции Юньнань (Китай).

## Описание
Ранние реконструкции головы Atopodentatus unicus изображали с верхней челюстью, на которой была щель, заселенная мелкими зубцами. Современные реконструкции изображают с головой, похожей на голову гадрозавридов или же голову нигерзавра. Также имел длинную шею.
Лапы у Atopodentatus unicus были толстыми. Заканчивалась каждая лапа пятью короткими пальцами с когтями. Между пальцами была натянута перепонка.